# Julien Delbeke
Pour les articles homonymes, voir Delbeke.
Juliaan Delbeke, né le 15 janvier 1859 à Torhout et décédé le 11 février 1916 à Roulers fut un homme politique flamand, membre du parti catholique.
Il fut médecin; il fut élu député de l'arrondissement de Roulers.
Il épousa en 1892 Edmonde Van Damme (1863-1945). Il fut le père de l'écrivain Frans Delbeke (1890-1947).

## Sources
- bio sur ODIS